# Omgång 2 i kvalspelet till världsmästerskapet i fotboll 2018 (CAF)
Omgång 2 i kvalspelet till världsmästerskapet i fotboll 2018 (CAF) var den andra av tre omgångar i CAF:s kvalspel till världsmästerskapet i fotboll 2018 i Ryssland.

## Resultat
| CAF – kvalomgång 2 | CAF – kvalomgång 2 | CAF – kvalomgång 2 | CAF – kvalomgång 2 | CAF – kvalomgång 2 |
| ------------------ | ------------------ | ------------------ | ------------------ | ------------------ |
| Lag 1              | Totalt             | Lag 2              | Möte 1             | Möte 2             |
| Niger              | 0–3                | Kamerun            | 0–3                | 0–0                |
| Mauretanien        | 2–4                | Tunisien           | 1–2                | 1–2                |
| Namibia            | 0–3                | Guinea             | 0–1                | 0–2                |
| Etiopien           | 4–6                | Kongo-Brazzaville  | 3–4                | 1–2                |
| Tchad              | 1–4                | Egypten            | 1–0                | 0–4                |
| Komorerna          | 0–2                | Ghana              | 0–0                | 0–2                |
| Swaziland          | 0–2                | Nigeria            | 0–0                | 0–2                |
| Botswana           | 2–3                | Mali               | 2–1                | 0–2                |
| Burundi            | 2–6                | Kongo-Kinshasa     | 2–3                | 0–3                |
| Liberia            | 0–4                | Elfenbenskusten    | 0–1                | 0–3                |
| Madagaskar         | 2–5                | Senegal            | 2–2                | 0–3                |
| Kenya              | 1–2                | Kap Verde          | 1–0                | 0–2                |
| Tanzania           | 2–9                | Algeriet           | 2–2                | 0–7                |
| Sudan              | 0–3                | Zambia             | 0–1                | 0–2                |
| Libyen             | 4–1                | Rwanda             | 1–0                | 3–1                |
| Marocko            | 2–1                | Ekvatorialguinea   | 2–0                | 0–1                |
| Moçambique         | 1–1 (3–4 str.)     | Gabon              | 1–0                | 0–1                |
| Benin              | 2–3                | Burkina Faso       | 2–1                | 0–2                |
| Togo               | 0–4                | Uganda             | 0–1                | 0–3                |
| Angola             | 1–4                | Sydafrika          | 1–3                | 0–1                |

### Niger mot Kamerun
| 1.A         | 13 november 2015 | Niger | 0 – 3           | Kamerun                                                 | Stade Général Seyni Kountché                                  |                                                               |
| 16:00 UTC+1 | 16:00 UTC+1      |       | (0 – 3) Rapport | 36′ Stéphane Mbia 38′ Vincent Aboubakar 40′ Edgar Salli | Niamey Publik: 20 000 Domare: Noureddine El Jafaari (Marocko) | Niamey Publik: 20 000 Domare: Noureddine El Jafaari (Marocko) |
| 16:00 UTC+1 | 16:00 UTC+1      |       |                 |                                                         | Niamey Publik: 20 000 Domare: Noureddine El Jafaari (Marocko) | Niamey Publik: 20 000 Domare: Noureddine El Jafaari (Marocko) |
| 16:00 UTC+1 | 16:00 UTC+1      |       |                 |                                                         | Niamey Publik: 20 000 Domare: Noureddine El Jafaari (Marocko) | Niamey Publik: 20 000 Domare: Noureddine El Jafaari (Marocko) |

| 1.B         | 17 november 2015 | Kamerun | 0 – 0           | Niger | Stade Ahmadou Ahidjo                                 |                                                      |
| 15:00 UTC+1 | 15:00 UTC+1      |         | (0 – 0) Rapport |       | Yaoundé Publik: 5 000 Domare: Gehad Grisha (Egypten) | Yaoundé Publik: 5 000 Domare: Gehad Grisha (Egypten) |
| 15:00 UTC+1 | 15:00 UTC+1      |         |                 |       | Yaoundé Publik: 5 000 Domare: Gehad Grisha (Egypten) | Yaoundé Publik: 5 000 Domare: Gehad Grisha (Egypten) |
| 15:00 UTC+1 | 15:00 UTC+1      |         |                 |       | Yaoundé Publik: 5 000 Domare: Gehad Grisha (Egypten) | Yaoundé Publik: 5 000 Domare: Gehad Grisha (Egypten) |

Kamerun avancerade till tredje omgången med det ackumulerade slutresultatet 3–0.

### Mauretanien mot Tunisien
| 2.A         | 13 november 2015 | Mauretanien       | 1 – 2           | Tunisien                               | Nouakchott                                                  |                                                             |
| 17:00 UTC+0 | 17:00 UTC+0      | Oumar N'Diaye 22′ | (1 – 0) Rapport | 62′ Wahbi Khazri 69′ Yassine Chikhaoui | Nouakchott Publik: 9 000 Domare: Eric Otogo-Castane (Gabon) | Nouakchott Publik: 9 000 Domare: Eric Otogo-Castane (Gabon) |
| 17:00 UTC+0 | 17:00 UTC+0      |                   |                 |                                        | Nouakchott Publik: 9 000 Domare: Eric Otogo-Castane (Gabon) | Nouakchott Publik: 9 000 Domare: Eric Otogo-Castane (Gabon) |
| 17:00 UTC+0 | 17:00 UTC+0      |                   |                 |                                        | Nouakchott Publik: 9 000 Domare: Eric Otogo-Castane (Gabon) | Nouakchott Publik: 9 000 Domare: Eric Otogo-Castane (Gabon) |

| 2.B         | 17 november 2015 | Tunisien                            | 2 – 1           | Mauretanien           | Stade Olympique de Radès                         |                                                  |
| 18:00 UTC+1 | 18:00 UTC+1      | Syam Ben Youssef 51′ Saad Bguir 83′ | (0 – 0) Rapport | 71′ Moulaye El Khalil | Radés Publik: 3 000 Domare: Denis Batte (Uganda) | Radés Publik: 3 000 Domare: Denis Batte (Uganda) |
| 18:00 UTC+1 | 18:00 UTC+1      |                                     |                 |                       | Radés Publik: 3 000 Domare: Denis Batte (Uganda) | Radés Publik: 3 000 Domare: Denis Batte (Uganda) |
| 18:00 UTC+1 | 18:00 UTC+1      |                                     |                 |                       | Radés Publik: 3 000 Domare: Denis Batte (Uganda) | Radés Publik: 3 000 Domare: Denis Batte (Uganda) |

Tunisien avancerade till tredje omgången med det ackumulerade slutresultatet 4–2.

### Namibia mot Guinea
| 3.A         | 12 november 2015 | Namibia | 0 – 1           | Guinea         | Sam Nujoma Stadium                                       |                                                          |
| 16:00 UTC+2 | 16:00 UTC+2      |         | (0 – 1) Rapport | 27′ Naby Keïta | Windhoek Publik: 2 000 Domare: Rebouiane Jiyed (Marocko) | Windhoek Publik: 2 000 Domare: Rebouiane Jiyed (Marocko) |
| 16:00 UTC+2 | 16:00 UTC+2      |         |                 |                | Windhoek Publik: 2 000 Domare: Rebouiane Jiyed (Marocko) | Windhoek Publik: 2 000 Domare: Rebouiane Jiyed (Marocko) |
| 16:00 UTC+2 | 16:00 UTC+2      |         |                 |                | Windhoek Publik: 2 000 Domare: Rebouiane Jiyed (Marocko) | Windhoek Publik: 2 000 Domare: Rebouiane Jiyed (Marocko) |

| 3.B         | 15 november 2015 | Guinea                           | 2 – 0           | Namibia | Stade Mohamed V                                                             |                                                                             |
| 19:00 UTC+0 | 19:00 UTC+0      | Idrissa Sylla 43′ Naby Keïta 79′ | (1 – 0) Rapport |         | Casablanca (Marocko) Publik: 1 000 Domare: Bienvenu Sinko (Elfenbenskusten) | Casablanca (Marocko) Publik: 1 000 Domare: Bienvenu Sinko (Elfenbenskusten) |
| 19:00 UTC+0 | 19:00 UTC+0      |                                  |                 |         | Casablanca (Marocko) Publik: 1 000 Domare: Bienvenu Sinko (Elfenbenskusten) | Casablanca (Marocko) Publik: 1 000 Domare: Bienvenu Sinko (Elfenbenskusten) |
| 19:00 UTC+0 | 19:00 UTC+0      |                                  |                 |         | Casablanca (Marocko) Publik: 1 000 Domare: Bienvenu Sinko (Elfenbenskusten) | Casablanca (Marocko) Publik: 1 000 Domare: Bienvenu Sinko (Elfenbenskusten) |

Guinea avancerade till tredje omgången med det ackumulerade slutresultatet 3–0.

### Etiopien mot Kongo-Brazzaville
| 4.A         | 14 november 2015 | Etiopien                                                  | 3 – 4           | Kongo-Brazzaville                                                           | Addis Ababa Stadium                                         |                                                             |
| 16:00 UTC+3 | 16:00 UTC+3      | Getaneh Gibeto 41′ Dawit Fekadu 82′ Shimelis Bekele 90+1′ | (1 – 1) Rapport | 43′ Thievy Bifouma 62′ Fabrice Ondama 74′ Delvin N'Dinga 80′ Hardy Binguila | Addis Abeba Publik: 30 000 Domare: Mohammed Said (Tunisien) | Addis Abeba Publik: 30 000 Domare: Mohammed Said (Tunisien) |
| 16:00 UTC+3 | 16:00 UTC+3      |                                                           |                 |                                                                             | Addis Abeba Publik: 30 000 Domare: Mohammed Said (Tunisien) | Addis Abeba Publik: 30 000 Domare: Mohammed Said (Tunisien) |
| 16:00 UTC+3 | 16:00 UTC+3      |                                                           |                 |                                                                             | Addis Abeba Publik: 30 000 Domare: Mohammed Said (Tunisien) | Addis Abeba Publik: 30 000 Domare: Mohammed Said (Tunisien) |

| 4.B         | 17 november 2015 | Kongo-Brazzaville                      | 2 – 1           | Etiopien           | Stade Alphonse Massemba-Débat                                |                                                              |
| 16:00 UTC+1 | 16:00 UTC+1      | Francis N'Ganga 48′ Thievy Bifouma 54′ | (0 – 1) Rapport | 29′ Getaneh Gibeto | Brazzaville Publik: 17 000 Domare: El Fadil Mohammed (Sudan) | Brazzaville Publik: 17 000 Domare: El Fadil Mohammed (Sudan) |
| 16:00 UTC+1 | 16:00 UTC+1      |                                        |                 |                    | Brazzaville Publik: 17 000 Domare: El Fadil Mohammed (Sudan) | Brazzaville Publik: 17 000 Domare: El Fadil Mohammed (Sudan) |
| 16:00 UTC+1 | 16:00 UTC+1      |                                        |                 |                    | Brazzaville Publik: 17 000 Domare: El Fadil Mohammed (Sudan) | Brazzaville Publik: 17 000 Domare: El Fadil Mohammed (Sudan) |

Kongo avancerade till tredje omgången med det ackumulerade slutresultatet 6–4.

### Tchad mot Egypten
| 5.A         | 14 november 2015 | Tchad                   | 1 – 0           | Egypten | Stade Omnisports Idriss Mahamat Ouya                    |                                                         |
| 15:30 UTC+1 | 15:30 UTC+1      | Ezechiel N'Douassel 73′ | (0 – 0) Rapport |         | N'Djamena Publik: 10 000 Domare: Anietie Udoh (Nigeria) | N'Djamena Publik: 10 000 Domare: Anietie Udoh (Nigeria) |
| 15:30 UTC+1 | 15:30 UTC+1      |                         |                 |         | N'Djamena Publik: 10 000 Domare: Anietie Udoh (Nigeria) | N'Djamena Publik: 10 000 Domare: Anietie Udoh (Nigeria) |
| 15:30 UTC+1 | 15:30 UTC+1      |                         |                 |         | N'Djamena Publik: 10 000 Domare: Anietie Udoh (Nigeria) | N'Djamena Publik: 10 000 Domare: Anietie Udoh (Nigeria) |

| 5.B         | 17 november 2015 | Egypten                                                           | 4 – 0           | Tchad | Borg El Arab Stadium                                           |                                                                |
| 18:30 UTC+2 | 18:30 UTC+2      | Mohamed Elneny 5′ Abdallah Said 10′ Ahmed Hassan Mahgoub 36′, 40′ | (4 – 0) Rapport |       | Alexandria Publik: 35 000 Domare: Thierry Nkurunziza (Burundi) | Alexandria Publik: 35 000 Domare: Thierry Nkurunziza (Burundi) |
| 18:30 UTC+2 | 18:30 UTC+2      |                                                                   |                 |       | Alexandria Publik: 35 000 Domare: Thierry Nkurunziza (Burundi) | Alexandria Publik: 35 000 Domare: Thierry Nkurunziza (Burundi) |
| 18:30 UTC+2 | 18:30 UTC+2      |                                                                   |                 |       | Alexandria Publik: 35 000 Domare: Thierry Nkurunziza (Burundi) | Alexandria Publik: 35 000 Domare: Thierry Nkurunziza (Burundi) |

Egypten avancerade till tredje omgången med det ackumulerade slutresultatet 4–1.

### Komorerna mot Ghana
| 6.A         | 13 november 2015 | Komorerna | 0 – 0           | Ghana | Stade Said Mohamed Cheikh                                    |                                                              |
| 15:00 UTC+3 | 15:00 UTC+3      |           | (0 – 0) Rapport |       | Mitsamiouli Publik: 7 000 Domare: Norman Matemera (Zimbabwe) | Mitsamiouli Publik: 7 000 Domare: Norman Matemera (Zimbabwe) |
| 15:00 UTC+3 | 15:00 UTC+3      |           |                 |       | Mitsamiouli Publik: 7 000 Domare: Norman Matemera (Zimbabwe) | Mitsamiouli Publik: 7 000 Domare: Norman Matemera (Zimbabwe) |
| 15:00 UTC+3 | 15:00 UTC+3      |           |                 |       | Mitsamiouli Publik: 7 000 Domare: Norman Matemera (Zimbabwe) | Mitsamiouli Publik: 7 000 Domare: Norman Matemera (Zimbabwe) |

| 6.B         | 17 november 2015 | Ghana                              | 2 – 0           | Komorerna | Baba Yara Stadium                                    |                                                      |
| 15:00 UTC+0 | 15:00 UTC+0      | Wakaso Mubarak 18′ Jordan Ayew 86′ | (1 – 0) Rapport |           | Kumasi Publik: 16 480 Domare: Mohamed Ragab (Libyen) | Kumasi Publik: 16 480 Domare: Mohamed Ragab (Libyen) |
| 15:00 UTC+0 | 15:00 UTC+0      |                                    |                 |           | Kumasi Publik: 16 480 Domare: Mohamed Ragab (Libyen) | Kumasi Publik: 16 480 Domare: Mohamed Ragab (Libyen) |
| 15:00 UTC+0 | 15:00 UTC+0      |                                    |                 |           | Kumasi Publik: 16 480 Domare: Mohamed Ragab (Libyen) | Kumasi Publik: 16 480 Domare: Mohamed Ragab (Libyen) |

Ghana avancerade till tredje omgången med det ackumulerade slutresultatet 2–0.

### Swaziland mot Nigeria
| 7.A         | 13 november 2015 | Swaziland | 0 – 0           | Nigeria | Somhlolo National Stadium                           |                                                     |
| 19:00 UTC+2 | 19:00 UTC+2      |           | (0 – 0) Rapport |         | Lobamba Publik: 5 918 Domare: Germain Koole (Benin) | Lobamba Publik: 5 918 Domare: Germain Koole (Benin) |
| 19:00 UTC+2 | 19:00 UTC+2      |           |                 |         | Lobamba Publik: 5 918 Domare: Germain Koole (Benin) | Lobamba Publik: 5 918 Domare: Germain Koole (Benin) |
| 19:00 UTC+2 | 19:00 UTC+2      |           |                 |         | Lobamba Publik: 5 918 Domare: Germain Koole (Benin) | Lobamba Publik: 5 918 Domare: Germain Koole (Benin) |

| 7.B         | 17 november 2015 | Nigeria                         | 2 – 0           | Swaziland | Adokiye Amiesimaka Stadium                                    |                                                               |
| 16:00 UTC+1 | 16:00 UTC+1      | Moses Simon 51′ Efe Ambrose 86′ | (0 – 0) Rapport |           | Port Harcourt Publik: 27 000 Domare: Jackson Pavaza (Namibia) | Port Harcourt Publik: 27 000 Domare: Jackson Pavaza (Namibia) |
| 16:00 UTC+1 | 16:00 UTC+1      |                                 |                 |           | Port Harcourt Publik: 27 000 Domare: Jackson Pavaza (Namibia) | Port Harcourt Publik: 27 000 Domare: Jackson Pavaza (Namibia) |
| 16:00 UTC+1 | 16:00 UTC+1      |                                 |                 |           | Port Harcourt Publik: 27 000 Domare: Jackson Pavaza (Namibia) | Port Harcourt Publik: 27 000 Domare: Jackson Pavaza (Namibia) |

Nigeria avancerade till tredje omgången med det ackumulerade slutresultatet 2–0.

### Botswana mot Mali
| 8.A         | 14 november 2015 | Botswana                               | 2 – 1           | Mali          | Francistown Stadium                                         |                                                             |
| 18:00 UTC+2 | 18:00 UTC+2      | Tapiwa Gadibolae 13′ Joel Mogorosi 23′ | (2 – 0) Rapport | 57′ Samba Sow | Francistown Publik: 26 223 Domare: Adelaide Ali (Komorerna) | Francistown Publik: 26 223 Domare: Adelaide Ali (Komorerna) |
| 18:00 UTC+2 | 18:00 UTC+2      |                                        |                 |               | Francistown Publik: 26 223 Domare: Adelaide Ali (Komorerna) | Francistown Publik: 26 223 Domare: Adelaide Ali (Komorerna) |
| 18:00 UTC+2 | 18:00 UTC+2      |                                        |                 |               | Francistown Publik: 26 223 Domare: Adelaide Ali (Komorerna) | Francistown Publik: 26 223 Domare: Adelaide Ali (Komorerna) |

| 8.B         | 17 november 2015 | Mali                                      | 2 – 0           | Botswana | Stade du 26 Mars                                           |                                                            |
| 19:00 UTC+0 | 19:00 UTC+0      | Cheick Diabaté 10′ (str.) Bakary Sako 29′ | (2 – 0) Rapport |          | Bamako Publik: 15 000 Domare: Ali Lemghaifry (Mauretanien) | Bamako Publik: 15 000 Domare: Ali Lemghaifry (Mauretanien) |
| 19:00 UTC+0 | 19:00 UTC+0      |                                           |                 |          | Bamako Publik: 15 000 Domare: Ali Lemghaifry (Mauretanien) | Bamako Publik: 15 000 Domare: Ali Lemghaifry (Mauretanien) |
| 19:00 UTC+0 | 19:00 UTC+0      |                                           |                 |          | Bamako Publik: 15 000 Domare: Ali Lemghaifry (Mauretanien) | Bamako Publik: 15 000 Domare: Ali Lemghaifry (Mauretanien) |

Mali avancerade till tredje omgången med det ackumulerade slutresultatet 3–2.

### Burundi mot Kongo-Kinshasa
| 9.A         | 12 november 2015 | Burundi                | 2 – 3           | Kongo-Kinshasa                                   | Prince Louis Rwagasore Stadium                                 |                                                                |
| 15:30 UTC+2 | 15:30 UTC+2      | Cédric Amissi 37′, 81′ | (1 – 1) Rapport | 5′ Yannick Bolasie 85′, 87′ Firmin Ndombe Mubele | Bujumbura Publik: 8 000 Domare: Mbongsieni Fakudze (Swaziland) | Bujumbura Publik: 8 000 Domare: Mbongsieni Fakudze (Swaziland) |
| 15:30 UTC+2 | 15:30 UTC+2      |                        |                 |                                                  | Bujumbura Publik: 8 000 Domare: Mbongsieni Fakudze (Swaziland) | Bujumbura Publik: 8 000 Domare: Mbongsieni Fakudze (Swaziland) |
| 15:30 UTC+2 | 15:30 UTC+2      |                        |                 |                                                  | Bujumbura Publik: 8 000 Domare: Mbongsieni Fakudze (Swaziland) | Bujumbura Publik: 8 000 Domare: Mbongsieni Fakudze (Swaziland) |

| 9.B         | 15 november 2015 | Kongo-Kinshasa                                 | 3 – 0           | Burundi                                                    | Stade des Martyrs                                                  |                                                                    |
| 15:30 UTC+1 | 15:30 UTC+1      | Michaël Nkololo 16′ Yannick Bolasie 77′ (str.) | (1 – 1) Rapport | 27′ (sjm.) Dieumerci Mbokani 89′ (str.) Fiston Abdul Razak | Kinshasa Publik: 80 000 Domare: Luelseghed Ghebremichael (Eritrea) | Kinshasa Publik: 80 000 Domare: Luelseghed Ghebremichael (Eritrea) |
| 15:30 UTC+1 | 15:30 UTC+1      |                                                |                 |                                                            | Kinshasa Publik: 80 000 Domare: Luelseghed Ghebremichael (Eritrea) | Kinshasa Publik: 80 000 Domare: Luelseghed Ghebremichael (Eritrea) |
| 15:30 UTC+1 | 15:30 UTC+1      |                                                |                 |                                                            | Kinshasa Publik: 80 000 Domare: Luelseghed Ghebremichael (Eritrea) | Kinshasa Publik: 80 000 Domare: Luelseghed Ghebremichael (Eritrea) |

DR Kongo avancerade till tredje omgången med det ackumulerade slutresultatet 6–2.

### Liberia mot Elfenbenskusten
| 10.A        | 13 november 2015 | Liberia | 0 – 1           | Elfenbenskusten         | Antoinette Tubman Stadium                                   |                                                             |
| 16:00 UTC+0 | 16:00 UTC+0      |         | (0 – 1) Rapport | 44′ Gohi Bi Zoro Cyriac | Monrovia Publik: 12 000 Domare: Youssef Essrayir (Tunisien) | Monrovia Publik: 12 000 Domare: Youssef Essrayir (Tunisien) |
| 16:00 UTC+0 | 16:00 UTC+0      |         |                 |                         | Monrovia Publik: 12 000 Domare: Youssef Essrayir (Tunisien) | Monrovia Publik: 12 000 Domare: Youssef Essrayir (Tunisien) |
| 16:00 UTC+0 | 16:00 UTC+0      |         |                 |                         | Monrovia Publik: 12 000 Domare: Youssef Essrayir (Tunisien) | Monrovia Publik: 12 000 Domare: Youssef Essrayir (Tunisien) |

| 10.B        | 17 november 2015 | Elfenbenskusten                     | 3 – 0           | Liberia | Stade Félix Houphouët-Boigny                                    |                                                                 |
| 17:00 UTC+0 | 17:00 UTC+0      | Giovanni Sio 16′, 35′ Jean Seri 63′ | (2 – 0) Rapport |         | Abidjan Publik: 13 000 Domare: Lazard Tsiba (Kongo-Brazzaville) | Abidjan Publik: 13 000 Domare: Lazard Tsiba (Kongo-Brazzaville) |
| 17:00 UTC+0 | 17:00 UTC+0      |                                     |                 |         | Abidjan Publik: 13 000 Domare: Lazard Tsiba (Kongo-Brazzaville) | Abidjan Publik: 13 000 Domare: Lazard Tsiba (Kongo-Brazzaville) |
| 17:00 UTC+0 | 17:00 UTC+0      |                                     |                 |         | Abidjan Publik: 13 000 Domare: Lazard Tsiba (Kongo-Brazzaville) | Abidjan Publik: 13 000 Domare: Lazard Tsiba (Kongo-Brazzaville) |

Elfenbenskusten avancerade till tredje omgången med det ackumulerade slutresultatet 4–0.

### Madagaskar mot Senegal
| 11.A        | 13 november 2015 | Madagaskar                                            | 2 – 2           | Senegal                             | Mahamasina Municipal Stadium                                |                                                             |
| 14:30 UTC+3 | 14:30 UTC+3      | Faneva Imà Andriatsima 27′ Njiva Rakotoharimalala 59′ | (1 – 0) Rapport | 70′ Mame Biram Diouf 82′ Sadio Mané | Antananarivo Publik: 24 000 Domare: Hudu Munyemana (Rwanda) | Antananarivo Publik: 24 000 Domare: Hudu Munyemana (Rwanda) |
| 14:30 UTC+3 | 14:30 UTC+3      |                                                       |                 |                                     | Antananarivo Publik: 24 000 Domare: Hudu Munyemana (Rwanda) | Antananarivo Publik: 24 000 Domare: Hudu Munyemana (Rwanda) |
| 14:30 UTC+3 | 14:30 UTC+3      |                                                       |                 |                                     | Antananarivo Publik: 24 000 Domare: Hudu Munyemana (Rwanda) | Antananarivo Publik: 24 000 Domare: Hudu Munyemana (Rwanda) |

| 11.B        | 17 november 2015 | Senegal                                                     | 3 – 0           | Madagaskar | Stade Léopold Sédar Senghor                          |                                                      |
| 19:00 UTC+0 | 19:00 UTC+0      | Cheikhou Kouyaté 19′ Moussa Konaté 54′ Mame Biram Diouf 83′ | (1 – 0) Rapport |            | Dakar Publik: 35 000 Domare: Joshua Bondo (Botswana) | Dakar Publik: 35 000 Domare: Joshua Bondo (Botswana) |
| 19:00 UTC+0 | 19:00 UTC+0      |                                                             |                 |            | Dakar Publik: 35 000 Domare: Joshua Bondo (Botswana) | Dakar Publik: 35 000 Domare: Joshua Bondo (Botswana) |
| 19:00 UTC+0 | 19:00 UTC+0      |                                                             |                 |            | Dakar Publik: 35 000 Domare: Joshua Bondo (Botswana) | Dakar Publik: 35 000 Domare: Joshua Bondo (Botswana) |

Senegal avancerade till tredje omgången med det ackumulerade slutresultatet 5–2.

### Kenya mot Kap Verde
| 12.A        | 13 november 2015 | Kenya             | 1 – 0           | Kap Verde | Nyayo National Stadium                                         |                                                                |
| 16:00 UTC+3 | 16:00 UTC+3      | Michael Olunga 9′ | (1 – 0) Rapport |           | Nairobi Publik: 12 000 Domare: Denis Démbelé (Elfenbenskusten) | Nairobi Publik: 12 000 Domare: Denis Démbelé (Elfenbenskusten) |
| 16:00 UTC+3 | 16:00 UTC+3      |                   |                 |           | Nairobi Publik: 12 000 Domare: Denis Démbelé (Elfenbenskusten) | Nairobi Publik: 12 000 Domare: Denis Démbelé (Elfenbenskusten) |
| 16:00 UTC+3 | 16:00 UTC+3      |                   |                 |           | Nairobi Publik: 12 000 Domare: Denis Démbelé (Elfenbenskusten) | Nairobi Publik: 12 000 Domare: Denis Démbelé (Elfenbenskusten) |

| 12.B        | 17 november 2015 | Kap Verde             | 2 – 0           | Kenya | Estádio Nacional de Cabo Verde                      |                                                     |
| 18:00 UTC−1 | 18:00 UTC−1      | Héldon Ramos 44′, 52′ | (1 – 0) Rapport |       | Praia Publik: 12 000 Domare: Joseph Lamptey (Ghana) | Praia Publik: 12 000 Domare: Joseph Lamptey (Ghana) |
| 18:00 UTC−1 | 18:00 UTC−1      |                       |                 |       | Praia Publik: 12 000 Domare: Joseph Lamptey (Ghana) | Praia Publik: 12 000 Domare: Joseph Lamptey (Ghana) |
| 18:00 UTC−1 | 18:00 UTC−1      |                       |                 |       | Praia Publik: 12 000 Domare: Joseph Lamptey (Ghana) | Praia Publik: 12 000 Domare: Joseph Lamptey (Ghana) |

Kap Verde avancerade till tredje omgången med det ackumulerade slutresultatet 2–1.

### Tanzania mot Algeriet
| 13.A        | 14 november 2015 | Tanzania                            | 2 – 2           | Algeriet               | Tanzania National Main Stadium                              |                                                             |
| 16:30 UTC+3 | 16:30 UTC+3      | Elias Maguri 43′ Mbwana Samatta 54′ | (1 – 0) Rapport | 71′, 75′ Islam Slimani | Dar es-Salaam Publik: 37 913 Domare: Mahamadou Keita (Mali) | Dar es-Salaam Publik: 37 913 Domare: Mahamadou Keita (Mali) |
| 16:30 UTC+3 | 16:30 UTC+3      |                                     |                 |                        | Dar es-Salaam Publik: 37 913 Domare: Mahamadou Keita (Mali) | Dar es-Salaam Publik: 37 913 Domare: Mahamadou Keita (Mali) |
| 16:30 UTC+3 | 16:30 UTC+3      |                                     |                 |                        | Dar es-Salaam Publik: 37 913 Domare: Mahamadou Keita (Mali) | Dar es-Salaam Publik: 37 913 Domare: Mahamadou Keita (Mali) |

| 13.B        | 17 november 2015 | Algeriet | 7 – 0           | Tanzania | Stade Mustapha Tchaker                             |                                                    |
| 19:15 UTC+1 | 19:15 UTC+1      | Yacine Brahimi 1′ Faouzi Ghoulam 24′, 59′ (str.) Riyad Mahrez 42′ Islam Slimani 48′ (str.), 75′ Carl Medjani 71′ | (3 – 0) Rapport |          | Blida Publik: 35 000 Domare: Sidi Alioum (Kamerun) | Blida Publik: 35 000 Domare: Sidi Alioum (Kamerun) |
| 19:15 UTC+1 | 19:15 UTC+1      | |                 |          | Blida Publik: 35 000 Domare: Sidi Alioum (Kamerun) | Blida Publik: 35 000 Domare: Sidi Alioum (Kamerun) |
| 19:15 UTC+1 | 19:15 UTC+1      | |                 |          | Blida Publik: 35 000 Domare: Sidi Alioum (Kamerun) | Blida Publik: 35 000 Domare: Sidi Alioum (Kamerun) |

Algeriet avancerade till tredje omgången med det ackumulerade slutresultatet 9–2.

### Sudan mot Zambia
| 14.A        | 12 november 2015 | Sudan | 0 – 1           | Zambia              | Khartoum Stadium                                           |                                                            |
| 20:00 UTC+3 | 20:00 UTC+3      |       | (0 – 1) Rapport | 28′ Winston Kalengo | Khartoum Publik: 12 000 Domare: Mohamed Benouza (Algeriet) | Khartoum Publik: 12 000 Domare: Mohamed Benouza (Algeriet) |
| 20:00 UTC+3 | 20:00 UTC+3      |       |                 |                     | Khartoum Publik: 12 000 Domare: Mohamed Benouza (Algeriet) | Khartoum Publik: 12 000 Domare: Mohamed Benouza (Algeriet) |
| 20:00 UTC+3 | 20:00 UTC+3      |       |                 |                     | Khartoum Publik: 12 000 Domare: Mohamed Benouza (Algeriet) | Khartoum Publik: 12 000 Domare: Mohamed Benouza (Algeriet) |

| 14.B        | 15 november 2015 | Zambia                                  | 2 – 0           | Sudan | Levy Mwanawasa Stadium                               |                                                      |
| 15:00 UTC+2 | 15:00 UTC+2      | Lubambo Musonda 58′ Winston Kalengo 80′ | (0 – 0) Rapport |       | Ndola Publik: 40 000 Domare: Bakary Gassama (Gambia) | Ndola Publik: 40 000 Domare: Bakary Gassama (Gambia) |
| 15:00 UTC+2 | 15:00 UTC+2      |                                         |                 |       | Ndola Publik: 40 000 Domare: Bakary Gassama (Gambia) | Ndola Publik: 40 000 Domare: Bakary Gassama (Gambia) |
| 15:00 UTC+2 | 15:00 UTC+2      |                                         |                 |       | Ndola Publik: 40 000 Domare: Bakary Gassama (Gambia) | Ndola Publik: 40 000 Domare: Bakary Gassama (Gambia) |

Zambia avancerade till tredje omgången med det ackumulerade slutresultatet 3–0.

### Libyen mot Rwanda
| 15.A        | 13 november 2015 | Libyen                     | 1 – 0           | Rwanda | Stade Olympique de Sousse                                       |                                                                 |
| 14:30 UTC+1 | 14:30 UTC+1      | Faisal Al Badri 46′ (str.) | (0 – 0) Rapport |        | Sousse (Tunisien) Publik: 500 Domare: Malang Diedhiou (Senegal) | Sousse (Tunisien) Publik: 500 Domare: Malang Diedhiou (Senegal) |
| 14:30 UTC+1 | 14:30 UTC+1      |                            |                 |        | Sousse (Tunisien) Publik: 500 Domare: Malang Diedhiou (Senegal) | Sousse (Tunisien) Publik: 500 Domare: Malang Diedhiou (Senegal) |
| 14:30 UTC+1 | 14:30 UTC+1      |                            |                 |        | Sousse (Tunisien) Publik: 500 Domare: Malang Diedhiou (Senegal) | Sousse (Tunisien) Publik: 500 Domare: Malang Diedhiou (Senegal) |

| 15.B        | 17 november 2015 | Rwanda                  | 1 – 3           | Libyen                                             | Stade Régional Nyamirambo                           |                                                     |
| 15:30 UTC+2 | 15:30 UTC+2      | Jacques Tuyisenge 45+1′ | (1 – 1) Rapport | 36′, 90+3′ Mohamed El Monir 47′ Mohamed Al Ghanodi | Kigali Publik: 8 000 Domare: Djamal Aden (Djibouti) | Kigali Publik: 8 000 Domare: Djamal Aden (Djibouti) |
| 15:30 UTC+2 | 15:30 UTC+2      |                         |                 |                                                    | Kigali Publik: 8 000 Domare: Djamal Aden (Djibouti) | Kigali Publik: 8 000 Domare: Djamal Aden (Djibouti) |
| 15:30 UTC+2 | 15:30 UTC+2      |                         |                 |                                                    | Kigali Publik: 8 000 Domare: Djamal Aden (Djibouti) | Kigali Publik: 8 000 Domare: Djamal Aden (Djibouti) |

Libyen avancerade till tredje omgången med det ackumulerade slutresultatet 4–1.

### Marocko mot Ekvatorialguinea
| 16.A        | 12 november 2015 | Marocko                                | 2 – 0           | Ekvatorialguinea | Stade Adrar                                              |                                                          |
| 19:00 UTC+0 | 19:00 UTC+0      | Youssef El-Arabi 30′ Yacine Bammou 66′ | (1 – 0) Rapport |                  | Agadir Publik: 32 000 Domare: Daniel Bennett (Sydafrika) | Agadir Publik: 32 000 Domare: Daniel Bennett (Sydafrika) |
| 19:00 UTC+0 | 19:00 UTC+0      |                                        |                 |                  | Agadir Publik: 32 000 Domare: Daniel Bennett (Sydafrika) | Agadir Publik: 32 000 Domare: Daniel Bennett (Sydafrika) |
| 19:00 UTC+0 | 19:00 UTC+0      |                                        |                 |                  | Agadir Publik: 32 000 Domare: Daniel Bennett (Sydafrika) | Agadir Publik: 32 000 Domare: Daniel Bennett (Sydafrika) |

| 16.B        | 15 november 2015 | Ekvatorialguinea  | 1 – 0           | Marocko | Estadio de Bata                                    |                                                    |
| 16:00 UTC+1 | 16:00 UTC+1      | Rui Da Gracia 17′ | (1 – 0) Rapport |         | Bata Publik: 20 000 Domare: Janny Sikazwe (Zambia) | Bata Publik: 20 000 Domare: Janny Sikazwe (Zambia) |
| 16:00 UTC+1 | 16:00 UTC+1      |                   |                 |         | Bata Publik: 20 000 Domare: Janny Sikazwe (Zambia) | Bata Publik: 20 000 Domare: Janny Sikazwe (Zambia) |
| 16:00 UTC+1 | 16:00 UTC+1      |                   |                 |         | Bata Publik: 20 000 Domare: Janny Sikazwe (Zambia) | Bata Publik: 20 000 Domare: Janny Sikazwe (Zambia) |

Marocko avancerade till tredje omgången med det ackumulerade slutresultatet 2–1.

### Moçambique mot Gabon
| 17.A        | 12 november 2015 | Moçambique         | 1 – 0           | Gabon | Estádio do Zimpeto                                         |                                                            |
| 19:00 UTC+2 | 19:00 UTC+2      | Hélder Pelembe 55′ | (0 – 0) Rapport |       | Maputo Publik: 18 730 Domare: Parmendra Nunkoo (Mauritius) | Maputo Publik: 18 730 Domare: Parmendra Nunkoo (Mauritius) |
| 19:00 UTC+2 | 19:00 UTC+2      |                    |                 |       | Maputo Publik: 18 730 Domare: Parmendra Nunkoo (Mauritius) | Maputo Publik: 18 730 Domare: Parmendra Nunkoo (Mauritius) |
| 19:00 UTC+2 | 19:00 UTC+2      |                    |                 |       | Maputo Publik: 18 730 Domare: Parmendra Nunkoo (Mauritius) | Maputo Publik: 18 730 Domare: Parmendra Nunkoo (Mauritius) |

| 17.B        | 15 november 2015 | Gabon                                                                                     | 1 – 0                      | Moçambique                                                               | Stade d'Angondjé                                                 |                                                                  |
| 18:00 UTC+1 | 18:00 UTC+1      | Malick Evouna 3′                                                                          | (1 – 0) Rapport            |                                                                          | Libreville Publik: 20 000 Domare: Bernard Camille (Seychellerna) | Libreville Publik: 20 000 Domare: Bernard Camille (Seychellerna) |
| 18:00 UTC+1 | 18:00 UTC+1      |                                                                                           |                            |                                                                          | Libreville Publik: 20 000 Domare: Bernard Camille (Seychellerna) | Libreville Publik: 20 000 Domare: Bernard Camille (Seychellerna) |
| 18:00 UTC+1 | 18:00 UTC+1      | André Biyogo Poko Malick Evouna Merlin Tandjigora Johann Obiang Pierre-Emerick Aubameyang | Straffsparksläggning 4 – 3 | Zainadine Júnior Luís Miquissone Clésio Baúque Elias Pelembe Almiro Lobo | Libreville Publik: 20 000 Domare: Bernard Camille (Seychellerna) | Libreville Publik: 20 000 Domare: Bernard Camille (Seychellerna) |

Gabon avancerade till tredje omgången efter straffläggning.

### Benin mot Burkina Faso
| 18.A        | 12 november 2015 | Benin                                                | 2 – 1           | Burkina Faso         | Stade de l'Amitié                                           |                                                             |
| 16:00 UTC+1 | 16:00 UTC+1      | Stéphane Sessègnon 45+2′ (str.) Bello Babatounde 85′ | (1 – 0) Rapport | 51′ Préjuce Nakoulma | Cotonou Publik: 17 000 Domare: Bouchaïb El Ahrach (Marocko) | Cotonou Publik: 17 000 Domare: Bouchaïb El Ahrach (Marocko) |
| 16:00 UTC+1 | 16:00 UTC+1      |                                                      |                 |                      | Cotonou Publik: 17 000 Domare: Bouchaïb El Ahrach (Marocko) | Cotonou Publik: 17 000 Domare: Bouchaïb El Ahrach (Marocko) |
| 16:00 UTC+1 | 16:00 UTC+1      |                                                      |                 |                      | Cotonou Publik: 17 000 Domare: Bouchaïb El Ahrach (Marocko) | Cotonou Publik: 17 000 Domare: Bouchaïb El Ahrach (Marocko) |

| 18.B        | 17 november 2015 | Burkina Faso                                     | 2 – 0           | Benin | Stade du 4 Août                                                 |                                                                 |
| 18:00 UTC+0 | 18:00 UTC+0      | Jonathan Pitroipa 18′ (str.) Bertrand Traoré 71′ | (1 – 0) Rapport |       | Ouagadougou Publik: 21 212 Domare: Mehdi Abid Charef (Algeriet) | Ouagadougou Publik: 21 212 Domare: Mehdi Abid Charef (Algeriet) |
| 18:00 UTC+0 | 18:00 UTC+0      |                                                  |                 |       | Ouagadougou Publik: 21 212 Domare: Mehdi Abid Charef (Algeriet) | Ouagadougou Publik: 21 212 Domare: Mehdi Abid Charef (Algeriet) |
| 18:00 UTC+0 | 18:00 UTC+0      |                                                  |                 |       | Ouagadougou Publik: 21 212 Domare: Mehdi Abid Charef (Algeriet) | Ouagadougou Publik: 21 212 Domare: Mehdi Abid Charef (Algeriet) |

Burkina Faso avancerade till tredje omgången med det ackumulerade slutresultatet 2–1.

### Togo mot Uganda
| 19.A        | 12 november 2015 | Togo | 0 – 1           | Uganda          | Stade de Kégué                                      |                                                     |
| 15:30 UTC+0 | 15:30 UTC+0      |      | (0 – 1) Rapport | 40′ Farouk Miya | Lomé Publik: 25 000 Domare: Yakhouba Keita (Guinea) | Lomé Publik: 25 000 Domare: Yakhouba Keita (Guinea) |
| 15:30 UTC+0 | 15:30 UTC+0      |      |                 |                 | Lomé Publik: 25 000 Domare: Yakhouba Keita (Guinea) | Lomé Publik: 25 000 Domare: Yakhouba Keita (Guinea) |
| 15:30 UTC+0 | 15:30 UTC+0      |      |                 |                 | Lomé Publik: 25 000 Domare: Yakhouba Keita (Guinea) | Lomé Publik: 25 000 Domare: Yakhouba Keita (Guinea) |

| 19.B        | 15 november 2015 | Uganda                                | 3 – 0           | Togo | Mandela National Stadium                                        |                                                                 |
| 16:00 UTC+3 | 16:00 UTC+3      | Geofrey Massa 3′ Farouk Miya 40′, 45′ | (3 – 0) Rapport |      | Kampala Publik: 40 000 Domare: Hamada Nampiandraza (Madagaskar) | Kampala Publik: 40 000 Domare: Hamada Nampiandraza (Madagaskar) |
| 16:00 UTC+3 | 16:00 UTC+3      |                                       |                 |      | Kampala Publik: 40 000 Domare: Hamada Nampiandraza (Madagaskar) | Kampala Publik: 40 000 Domare: Hamada Nampiandraza (Madagaskar) |
| 16:00 UTC+3 | 16:00 UTC+3      |                                       |                 |      | Kampala Publik: 40 000 Domare: Hamada Nampiandraza (Madagaskar) | Kampala Publik: 40 000 Domare: Hamada Nampiandraza (Madagaskar) |

Uganda avancerade till tredje omgången med det ackumulerade slutresultatet 4–0.

### Angola mot Sydafrika
| 20.A        | 13 november 2015 | Angola                 | 1 – 3           | Sydafrika                                                     | Estadio Nacional de Ombaka                                       |                                                                  |
| 15:30 UTC+1 | 15:30 UTC+1      | Jacinto Muondo Dala 1′ | (1 – 2) Rapport | 14′ Tokelo Rantie 20′ Thamsanqa Gabuza 81′ (str.) Andile Jali | Benguele Publik: 25 000 Domare: Bamlak Tessema Weyesa (Etiopien) | Benguele Publik: 25 000 Domare: Bamlak Tessema Weyesa (Etiopien) |
| 15:30 UTC+1 | 15:30 UTC+1      |                        |                 |                                                               | Benguele Publik: 25 000 Domare: Bamlak Tessema Weyesa (Etiopien) | Benguele Publik: 25 000 Domare: Bamlak Tessema Weyesa (Etiopien) |
| 15:30 UTC+1 | 15:30 UTC+1      |                        |                 |                                                               | Benguele Publik: 25 000 Domare: Bamlak Tessema Weyesa (Etiopien) | Benguele Publik: 25 000 Domare: Bamlak Tessema Weyesa (Etiopien) |

| 20.B        | 17 november 2015 | Sydafrika                | 1 – 0           | Angola | Moses Mabhida Stadium                               |                                                     |
| 19:00 UTC+2 | 19:00 UTC+2      | Manucho Diniz 66′ (sjm.) | (0 – 0) Rapport |        | Durban Publik: 17 152 Domare: Davies Omweno (Kenya) | Durban Publik: 17 152 Domare: Davies Omweno (Kenya) |
| 19:00 UTC+2 | 19:00 UTC+2      |                          |                 |        | Durban Publik: 17 152 Domare: Davies Omweno (Kenya) | Durban Publik: 17 152 Domare: Davies Omweno (Kenya) |
| 19:00 UTC+2 | 19:00 UTC+2      |                          |                 |        | Durban Publik: 17 152 Domare: Davies Omweno (Kenya) | Durban Publik: 17 152 Domare: Davies Omweno (Kenya) |

Sydafrika avancerade till tredje omgången med det ackumulerade slutresultatet 4–1.

## Anmärkningslista
1. ↑  Guinea spelade sin hemmamatch i Marocko på grund av Ebolautbrottet.
2. ↑  FIFA tilldelade Kongo-Kinshasa segern med 3–0 då Burundi hade använt sig av en spelare som inte var berättigad att spela matchen.[1] Matchen slutade ursprungligen 2–2
3. ↑  Libyen spelade sin hemmamatch i Sousse, Tunisien på grund av säkerhetsrisken i landet.